# Ochyrocera chiapas
Espèce
Ochyrocera chiapas est une espèce d'araignées aranéomorphes de la famille des Ochyroceratidae.

## Distribution
Cette espèce est endémique du Chiapas au Mexique,. Elle se rencontre dans la Sierra de la Cojolita à Ocosingo.

## Description
Le mâle holotype mesure 1,68 mm et la femelle paratype 1,76 mm.

## Étymologie
Son nom d'espèce lui a été donné en référence au lieu de sa découverte, le Chiapas.

## Publication originale
- Valdez-Mondragón, 2009 : Two new species of the spider genus Ochyrocera (Araneae, Ochyroceratidae) from Mexico. Journal of Arachnology, vol. 37, no 2, p. 170-177 (texte intégral).